# Kenny Loggins
Kenneth Clark Loggins (Everett, 7 de janeiro de 1948) é um cantor, compositor e guitarrista norte-americano. Na adolescência mudou-se para Los Angeles e lá começou a trilhar seu caminho no mundo da música. O primeiro disco dele, Celebrate Me Home, saiu em 1977 e fez um bom sucesso na época.
Uma parceria de Kenny com Michael McDonald rendeu um Grammy na categoria Música do Ano em 1980, com a canção "What a Fool Believes". No entanto, o cantor é mais conhecido como o rei das trilhas sonoras de filmes.
Foram vários os sucessos, como "I'm Alright", tema da comédia Caddyshack II, estrelada por Chevy Chase e Bill Murray e lançada em 1980. Em 1984 foi a vez das canções "Footloose" e "I'm Free (Heaven Helps The Man)", temas do filme Footloose, com o astro Kevin Bacon, que marcou época na década de 1980. Um ano depois, Loggins fez um dueto com Gladys Knight na música "Double Or Nothing", incluída em Rocky IV. Em 1986 ele estava de volta com os hits "Danger Zone" e "Playing with the Boys", temas de Top Gun- Ases Indomáveis (1986), um dos maiores sucessos do ator Tom Cruise.
Loggins também participou da música "We Are the World", uma parceria de 45 cantores que tinha o objetivo de arrecadar fundos para o combate da fome na África, escrita por Michael Jackson e Lionel Richie. Os 45 astros formaram o grupo USA for Africa.
Michael Jackson e Loggins já haviam trabalhado juntos, quando Michael fez back vocal na música Who´s Right, Who´s Wrong, do álbum Keep the Fire, de Loggins, lançado em 1979.
Em 1987 Kenny Loggins surpreendeu mais uma vez com a música "Meet Me Half Way", tema de Falcão - O Campeão dos Campeões, estrelado por Sylvester Stallone. No ano seguinte o filme Caddyshack II também trouxe uma música de Loggins, "Nobody's Fool". Boa parte desses temas entrou para o top 10 dos EUA.

## Discografia
- Celebrate Me Home (1977)
- Nightwatch (1978)
- Keep the Fire (1979)
- High Adventure (1982)
- Vox Humana (1985)
- Back to Avalon (1988)
- Logginsmatic (1989)
- Leap of Faith (1991)
- Return to Pooh Corner (1994)
- The Unimaginable Life (1997)
- December (1998)
- More Songs from Pooh Corner (2000)
- It's About Time (2003)
- How About Now (2007)
- All Join In (2009)